# Thomas Coffin Doane
Thomas Coffin Doane (1814 okres Barrington, Nové Skotsko, Kanada – 1896 Kanada) byl kanadský malíř a fotograf. Jeho dílo je mimo jiné uloženo ve sbírkách New York Public Library Royal BC Museum, the McCord Museum, Library and Archives of Canada a v řadě dalších.

## Životopis

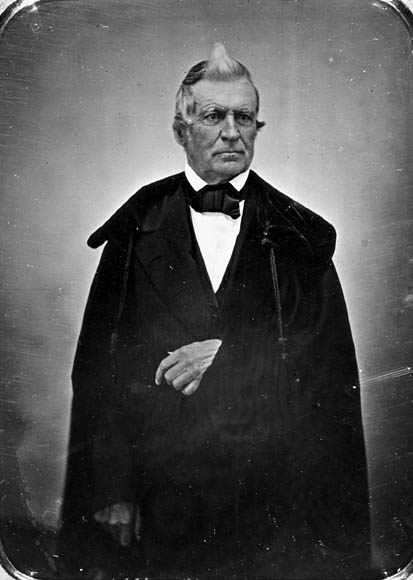
Louis-Joseph Papineau

Doane se narodil v roce 1814 v okrese Barrington v Novém Skotsku v Kanadě.

## Práce
V roce 1832 začal Doane pracovat jako portrétista. V roce 1842 odešel do Halifaxu v Kanadě, aby se naučil daguerrotypii od Williama Valentina.
V roce 1843 společně Doane a Valentine založili daguerrotypovou fotografickou firmu v Golden Inn v St. Johns na Newfoundlandu pod jménem Valentine & Doane. V roce 1846 si vytvořil klientelu zahrnující mimo jiné osobnosti jako byli například Jeffrey Howe, John Sartain a Lord Elgin, Louis Joseph Papineau. Po roce 1865 již nefotografoval.
Po své praxi s Valentinem cestoval Doane do Západní Indie, než si založil studio v Montrealu.

## Osobní život
V roce 1866 se Doane přestěhoval do New Yorku. S manželkou měl dceru Kathleen Maud Doane, která se provdala za amerického impresionistického malíře Childe Hassama.